# Flagge Ærøs

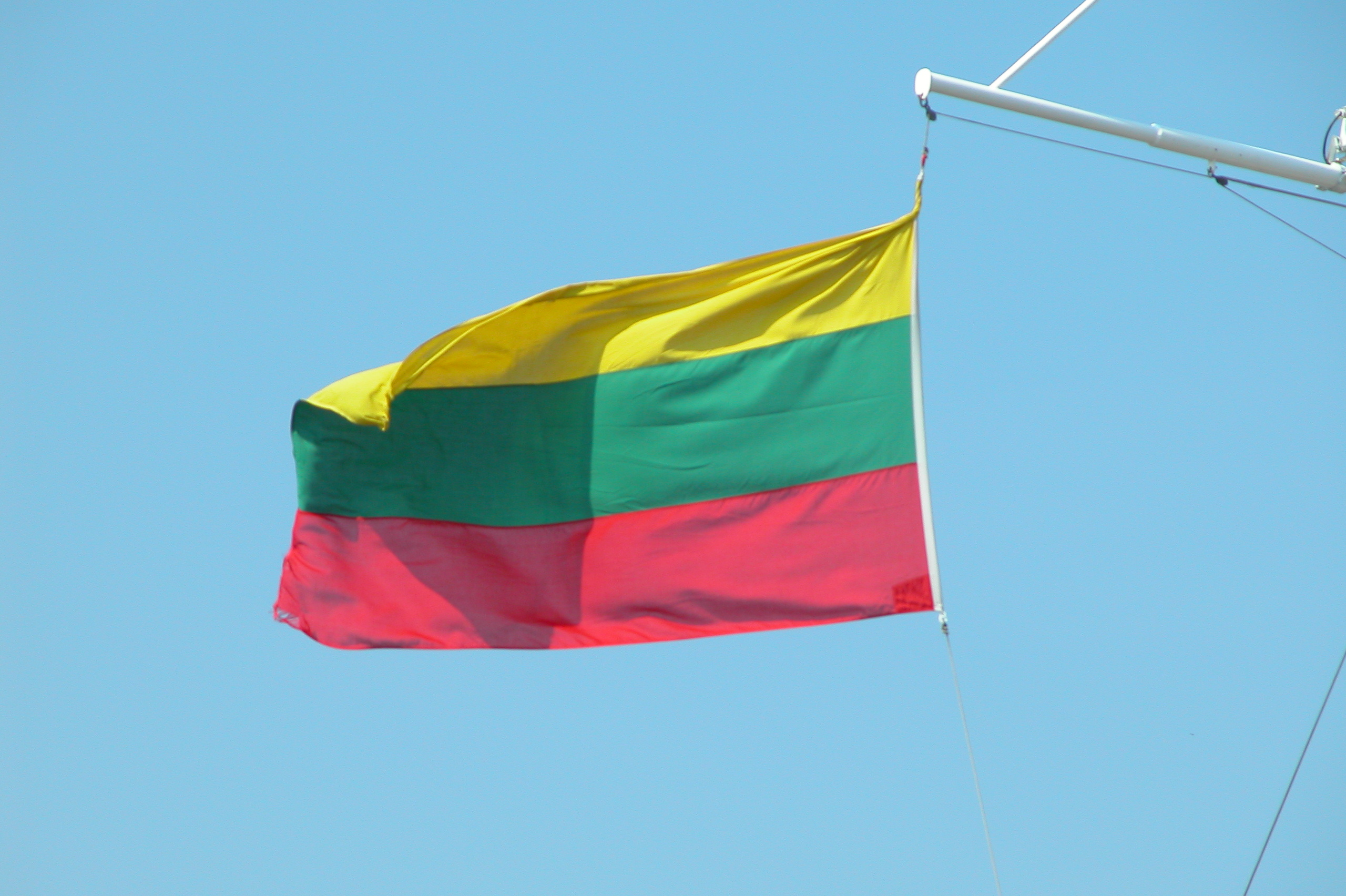
Die alte inoffizielle Flagge Ærøs

Die inoffizielle Flagge Ærøs (dänisch: Ærøs flag oder Ærø-flaget) repräsentiert als eine der wenigen Regionalflaggen Dänemarks die dänische Insel Ærø.
Neben Ærø unterstreichen auch Bornholm und Vendsyssel ihre regionale Identität mit einer eigenen Flagge, mittels der Flagge Bornholms bzw. der Flagge Vendsyssels („Vendelbrog“).

## Entstehung und Gebrauch
Zunächst handelte es sich im Gegensatz zu den sonst in nordischen Ländern verbreiteten Flaggen nicht um eine skandinavische Kreuzflagge, sondern um eine horizontal gelb-grün-rote Trikolore. Die Flagge fand im 20. Jahrhundert überall auf Ærø Verwendung; vor allem bei Seglern und Autofahrern hat sie sich als Symbol der Insel verbreiten können. Ähnlichkeit besteht mit der Flagge Litauens, ebenfalls eine gelb-grün-rote Trikolore, jedoch in etwas anderen Farbtönen.
Die drei Farben wurden dem Banner von Herzog Christian von Ærø (1570–1633, Herzog ab 1622) entlehnt, einem Cousin Christians IV. von Dänemark und Norwegen. Die Farben wurden später dergestalt interpretiert, dass der gelbe Streifen das Haus Gottorf symbolisiere, der mittlere grüne Streifen die Insel selbst und der rote Streifen den dänischen König. 
Nach dem Tod Herzog Christians am 14. Juni 1633 wurden seine Besitzungen auf die anderen gottorfischen Linien verteilt. In der persönlichen Hinterlassenschaft fand sich auch sein annähernd quadratisches Banner, das dem Rat der Insel übergeben wurde. Ærø war anschließend von 1634 bis 1721 geteilt: Marstal gehörte den Herzögen von Gottorf, während Ærøskøbing zum königlich-dänischen Teil Schleswigs gehörte. 

## Neugestaltung 2015
2015 präsentierte der Tourismus-Chef von Ærø der Öffentlichkeit eine neugestaltete Inselflagge. Sie wurde in Zusammenarbeit mit dem Ærø Museum entworfen und ist eng an das historische Vorbild angelehnt: Auf annähernd quadratischem Tuch sind neun waagerechte Streifen dreimal im Wechsel gelb–meergrün–rot angeordnet. Gegen das originalgetreue „Relaunch“ regte sich prompt Kritik, unter anderem vom Leiter des Schifffahrtsmuseums in Marstal.